# Ålkejsarfoting
Ålkejsarfoting (Julus scanicus) är en mångfotingart som beskrevs av Hans Lohmander 1925. Ålkejsarfoting ingår i släktet Julus och familjen kejsardubbelfotingar. Enligt den svenska rödlistan är arten sårbar i Sverige. Arten förekommer i Götaland. Artens livsmiljö är skogslandskap, våtmarker. Inga underarter finns listade i Catalogue of Life.